# Liste de documentaristes
Ne doit pas être confondu avec Documentaliste.
Cet article liste les cinéastes ayant réalisé un ou plusieurs documentaires.

## Afrique

### Algérie
- Catherine Belkhodja
- Habiba Djahnine
- Malek Bensmaïl
- Larbi Lakhal
- Amine Esseghir[1]
- Nadia Cherabi
- Abdelbaki Sellaï
- Rabie Rahou

### Égypte
- Marianne Khoury[2]
- Mustapha Hasnaoui[2]
- Tahani Rached

### Guinée équatoriale
- Ruben Monsuy Ndong Andeme[3]
- Rubén Mosuy Ndong Ademe[3]

### Maroc
- Ahmed El Maanouni : Transes, 1981 ; La Fiction du Protectorat dans Maroc-France, une histoire commune 1ère Partie, 2005 ; La Fiction du Protectorat dans Maroc-France, une histoire commune 1re Partie, 2005; Les Résistances dans Maroc-France, une histoire commune 2ème Partie, 2006 ; Les Résistances dans Maroc-France, une histoire commune 2e Partie, 2006 ; Les Nouveaux Défis dans Maroc-France, une histoire commune 3ème Partie, 2006 ; Conversations avec Driss Chraïbi, 2007 ;

- Nabil Ayouch : My Land, 2011 ;
- Hakim Belabbes : Ashlaa, 2010 ;
- Ameur Chergui : Murmures des cimes, 2011 ;
- Youssef El Kettabi : Le Fil vert, 2010 ;
- Jawad Rhalib : Les Damnés de la mer, 2008 ;
- Leïla Kilani : Nos lieux interdits, 2009 ;
- Rachid Kacimi
- Mohamed Mrabet Khaïreddine
- Mohamed Oumai
- Abdelaziz Ramdani
- Tayeb Saddiki

### Sénégal
- Safi Faye
- Samba Félix Ndiaye
- Angèle Diabang[4]

### Sierra Leone
- Sorious Samura

### Tunisie
- William Karel

### République démocratique du Congo
- N'giangi Mansia Malaïka NzeWonda DiaNkenge[5]

## Amérique du Nord

### Canada
- Manon Barbeau
- Michel Brault (Les Raquetteurs, 1958, Pour la suite du monde, 1963)
- Eugene Boyko
- Donald Brittain
- Tom Daly
- Pierre Falardeau
- Serge Giguère
- Jacques Giraldeau
- André Gladu
- Gilles Groulx (Les Raquetteurs, 1958)
- Catherine Hébert (De l'autre côté du pays, 2007 ; Carnets d'un grand détour, 2012 ; Ziva Postec, la monteuse derrière le film Shoah, 2018)
- Stanley Jackson
- Ève Lamont
- Hugo Latulippe
- Herménégilde Lavoie
- Richard Lavoie
- Colin Low
- Bill Mason
- Robert Morin
- Alanis Obomsawin
- Hugh O'Connor (en)
- Nicolas Paquet
- Pierre Perrault  (Pour la suite du monde, 1963)
- Damian Pettigrew (Balthus de l'autre côté du miroir, 1996 ; Fellini, je suis un grand menteur, 2002)
- Benoît Pilon
- Raymonde Provencher
- Sylvie Van Brabant

### États-Unis
- Fax Bahr et George Hickenlooper : Hearts of Darkness: A Filmmaker's Apocalypse, 1991;
- Joe Berlinger et Bruce Sinofsky
- Ken Burns
- Henry Chalfant et Tony Silver : Style Wars, 1982;
- Shirley Clarke : The Connection, 1961 ; The Cool World, 1963 ; Portrait of Jason, 1967;
- Merian C. Cooper et Ernest B. Schoedsack
- Peter Davis : Le Cœur et l'Esprit (Hearts and Minds), 1974;
- Robert Duvall : We're Not the Jet Set, 1977;
- Rob Epstein : The Times of Harvey Milk, 1984;
- Robert J. Flaherty : Nanouk l'Esquimau, 1922;
- Leon Gast : When We Were Kings, 1996;
- Mark Jonathan Harris
- Max Hechtman
- Steve James
- Peter Joseph : Zeitgeist: The Movie, 2007 ; Zeitgeist: Addendum, 2008 ; Zeitgeist: Moving Forward, 2011 ; Culture in Decline, 2012
- Jonathan Karsh : My Flesh and Blood, 2003 ;
- William Klein : Muhammad Ali, the Greatest, 1969 ; Grands soirs et petits matins, 1978 ; Messiah (en) (Le Messie), 1999 ;
- Barbara Kopple : Harlan County, U.S.A., 1973 ; Wild Man Blues, 1998 ;
- Robert Kramer : Route One/USA, 1989 ; Point de départ, 1993;
- Richard Leacock
- Ron Mann : Comic Book Confidential, 1988 ; Twist, 1991 ; Grass, 1999;
- Albert Maysles et David Maysles : Salesman ; Grey Gardens;
- Jim McBride : Le Journal intime de David Holzman, 1967 ; My Girlfriend’s Wedding, 1969 ; Pictures from Life’s Other Side, 1971;
- Ross McElwee : Sherman's March, 1986 ; Time Indefinite 1994;
- Michael Moore : Roger et moi, 1989 ; The Big One, 1999;
- Errol Morris : The Fog of War, 2003:
- Holly Morris
- Jonathan Nossiter : Mondovino, 2004;
- Laura Poitras
- D.A. Pennebaker : Dont Look Back, 1967 ; Monterey Pop, 1968:
- Godfrey Reggio (1940-)
- James Schneider : The Dystopian trilogy, 1999;
- Martin Scorsese : No Direction Home: Bob Dylan, 2005;
- Michael Wadleigh : Woodstock, 3 Days of Peace & Music , 1970 (assisté de Thelma Schoonmaker et Martin Scorsese;
- Peter Watkins : Punishment Park, 1971 ; Edvard Munch, la danse de la vie, 1974;
- Orson Welles : Vérités et Mensonges, 1976;
- Frederick Wiseman : Titicut Follies, 1967 ; High School, 1968 ; Basic Training, 1971;
- Ira Wohl : Best Boy, 1979

### Mexique
- Paul Leduc
- Carlos Bolado (Promises, 2001 (avec Justine Shapiro et B. Z. Goldberg))

## Amérique latine

### Argentine
- Fernando Birri
- Fernando E. Solanas
- Gerardo Vallejo

### Brésil
- João Batista de Andrade
- Vincent Carelli
- Eduardo Coutinho
- Jorge Furtado (L'Île aux fleurs, 1989)
- Leon Hirszman
- Marcos Prado (Estamira, 2005)
- Glauber Rocha

### Chili
- Sergio Bravo
- Patricio Guzmán : La Bataille du Chili, 1973 ; Chili, la mémoire obstinée, 1996; Salvador Allende, 2004; Nostalgie de la lumière, 2010,
- Miguel Littin

### Colombie
- Marta Rodríguez

### Cuba
- Tomas Gutierrez Alea
- Santiago AlvarezAsie

### Arménie[Quoi ?]
- Artavazd Pelechian : Les Habitants (Obitateli), 1970 ; Les Saisons (en) (Vremena goda), 1972 ; Vie (Zizn’), 1993.

### Cambodge
- Rithy Panh (S21, la machine de mort Khmère rouge, 2003)

### Chine
- Jia Zhangke : Dong, 2006 ; Useless (无用, Wuyong), 2008; 24 City (二十四城); 2008; I Wish I Knew (Hai shang chuan qi ), 2010;
- Wang Bing : À l'ouest des rails, 2004; L'État du monde (court métrage) segment Brutality Factory, 2007; Chronique d'une femme chinoise (和凤鸣, He Fengming), 2007; Crude Oil (采油日记), 2008; L'argent du charbon (煤炭，钱), 2008; L'Homme sans nom (无名者); 2009; Le Fossé (夹边沟, Jiabiangou); 2010;

### Inde
- Anand Patwardhan
- Satyajit Ray (Rabindranath Tagore, 1960)

### Iran
- Abbas Kiarostami (Five, 2003 ; 10 on Ten, 2004)
- Forough Farrokhzad (La maison est noire, 1962)
- Mitra Farahani (À vendredi, Robinson, 2022)

### Israël
- Ari Folman (Valse avec Bachir, 2008)
- Ram Loevy (Gaza, l'enfermement, 2002)
- Mor Loushy (Censored Voices, 2015)
- David Perlov (À Jérusalem, 1963)
- Avi Mograbi (Comment j'ai appris à surmonter ma peur et à aimer Ariel Sharon, 1996)
- Eyal Sivan (Un spécialiste, portrait d'un criminel moderne, 1999 ; Route 181, fragments d'un voyage en Palestine-Israël, 2004)
- Anat Zuria (Condamnées au mariage, 2004)

### Japon
- Fumio Kamei
- Shinsuke Ogawa
- Noriaki Tsuchimoto
- Shinji Aoyama (Roji-E, 2000)
- Shōhei Imamura (Histoire du Japon racontée par une hôtesse de bar, 1970)
- Naomi Kawase (Dans ses bras, 1992 ; La Danse des souvenirs, 2002)
- Hirokazu Kore-eda (However..., 1991 ; August Without Him, 1994 ; Without Memory, 1996)
- Kaneto Shindō (Kenji Mizoguchi ou la vie d'un artiste, 1975)
- Mitsuo Yanagimachi (God Speed You! Black Emperor, 1976)
- Nobuhiro Suwa (News Travels Around the World, 1990)

### Liban
- Johnny Karlitch

### Mongolie
- Byambasuren Davaa

### Palestine
- Michel Khleifi (Route 181, fragments d'un voyage en Palestine-Israël, 2004)

### Syrie
- Abdallah Al-Khatib (Little Palestine, journal d'un siège, 2021)
- Omar Amiralay
- Khaled Machaan

### Thaïlande
- Apichatpong Weerasethakul (Mysterious Object at Noon, 2000)

## Europe

### Allemagne
- Alice Agneskirchner : Liebe Mama, ich kannte dich kaum... (2007) ; Kids in the Spotlight
- Hartmut Bitomsky
- Harun Farocki : Der Ausdruck der Hände (L'Expression des mains), 1997 ;
- Philip Gröning : L'Amour, l'Argent, l'Amour, 2000 ; Le Grand Silence, 2006 ;
- Thomas Heise
- Werner Herzog : Ennemis intimes, 1999; La Roue du temps / Rad der Zeit, 2003 ; The White Diamond, 2003; Grizzly Man, 2005 ; Encounters at the End of the World (Rencontres au bout du monde), 2007 ;
- Nicolas Humbert et Werner Penzel : Step Across the Border, 1990 ; Middle of the Moment, 1995 ;
- Caterina Klusemann
- Helke Misselwitz : Adieu l'hiver, 1988 ; Wer fürchtet sich vorm schwarzen Mann, 1989
- Edgar Reitz
- Leni Riefenstahl : Le Triomphe de la volonté, 1934 ; Les Dieux du stade, 1936 ;
- Walter Ruttmann : Berlin, symphonie d'une grande ville, 1927 ;
- Wim Wenders : Nick's Movie, 1980 ; Tokyo-Ga, 1985 ;
- Klaus Wildenhahn

### Autriche
- Hubert Sauper (Le Cauchemar de Darwin, 2004)

### Belgique
- Chantal Akerman (De l'autre côté, 2002)
- Mustafa Balci (À l'ombre de la mémoire, 2002)
- Vincent Bruno (Une pêche d'enfer, 2006)
- Patric Jean (Les Enfants du Borinage, lettre à Henri Storck (2000) ; La Raison du plus fort, 2003)
- Thierry Knauff (Wild Blue (Notes à quelques voix), 2000 (avec Antoine-Marie Meert))
- Jean-Marie Piquint (La Cybernétique), 1964
- Boris Lehman (Magnum Begynasium Bruxellense, 1978)
- Paul Meyer (Déjà s'envole la fleur maigre, 1959)
- Isidore Moray
- Thierry Michel (Iran, sous le voile des apparences, 2003 ; Katanga Business, 2009 ; Katanga, la guerre du cuivre, 2010 ; L'Empire du silence, 2022)
- Henri Storck (Misère au Borinage, 1932 (avec Joris Ivens))
- Samy Szlingerbaum (Les marches du palais, 1982)
- Philippe Vandendriessche (Mille chemins du temps, 2014)[6]
- Voir aussi : La catégorie Documentariste belge

### Danemark
- Jorgen Roos

### Espagne
- Documentaristes espagnols

Nota : Cette liste ne présente pas l'exhaustivité des œuvres de chaque cinéaste, mais quelques exemples représentatifs de leur travail.
- Mercedes Álvarez (Le ciel tourne, 2005)
- Isabel Coixet
- Tània Balló Colell
- Maribel Sánchez-Maroto

### France
- Documentaristes français

Nota : Cette liste ne présente pas l'exhaustivité des œuvres de chaque cinéaste, mais quelques exemples représentatifs de leur travail.
- Antoine d'Agata (Aka Ana, 2008)
- Fleur Albert (Le Silence des rizières, 2006)
- Thomas Balmès (Sing Me a Song, 2020)
- Stéphane Batut (Le Rappel des oiseaux, 2014)
- Catherine Belkhodja (Escapade sevillane, 1992 ; Reflets perdus du miroir , 1997)
- Yamina Benguigui (Mémoires d'immigrés, l'héritage maghrébin, 1997 ; Le Plafond de verre/Les Défricheurs, 2004)
- Séverin Blanchet
- Sarah Bertrand (There Is No Direction, 2006)
- Pascal Boucher (Bernard, ni Dieu ni chaussettes, 2010)
- Clara Bouffartigue (Quelques-uns d'entre nous, 2006 ; Loup y es-tu ?, 2023)
- Pascale Bouhénic (série Un œil, une histoire, de 2013 à 2020)
- Pierre-André Boutang (Serge Daney, itinéraire d'un cinéfils, 1992 ; L'Abécédaire de Gilles Deleuze, 1996)
- Stéphane Breton (Le Ciel dans un jardin, 2003)
- Chantal Briet (Alimentation générale, 2005)
- Doris Buttignol (No Gazaran, 2014)
- Dominique Cabrera (Demain et encore demain, journal 1995, 1998 ; Grandir, 2013)
- François Caillat (L'Affaire Valérie, 2004 ; Une jeunesse amoureuse, 2013 ; Triptyque russe, 2018)
- Raymonde Carasco (Gradiva Esquisse I, 1978 ; Tutuguri - Tarahumaras 79, 1980)
- Pierre Carles (Pas vu pas pris, 1996 ; La sociologie est un sport de combat, 2001)
- Jean-Michel Carré (Galères de femmes, 1993 ;  Le système Poutine, 2006 ; J'ai très mal au travail, 2007)
- Laetitia Carton
- Alain Cavalier (Portraits, 1991 ; Georges de la Tour, 1998 ; Le Filmeur, 2004)
- Pierre Clémenti
- Nellu Cohn (La Mort en face, le pogrom de Iasi, 2019)
- Jean-Louis Comolli (Marseille contre Marseille, 1996 ; Rêves de France à Marseille, 2003)
- Frédéric Compain
- Thierry Compain (Le tailleur de sons : Yann Paranthoën, 1991)
- Richard Copans (Lubat musique, père et fils, 1984 ; Racines, 2003 ; Monsieur Deligny, vagabond efficace, 2019)
- Daniel Costelle
- Gérard Courant (Cinématon, 1977-....)
- Jacques-Yves Cousteau (Le Monde du silence, 1956 ; Le Monde sans soleil, 1965)
- Hélène de Crécy (La Consultation, 2007 ; Escort, 2012)
- Guy Debord (La Société du spectacle, 1971 ; In girum imus nocte et consumimur igni, 1978)
- Fernand Deligny (Le Moindre Geste, 1971)
- Delphine Deloget (No London Today, 2008)
- Emmanuelle Demoris
- Raymond Depardon (Afriques, comment ça va avec la douleur ?, 1996 ; Profils paysans : L'Approche, 2001)
- Simon Depardon (Riposte féministe, 2022 - coréalisatrice : Marie Perennès)
- Emmanuel Descombes (Faits et Gestes, 1993 ; Le Chœur des enfants, 2006)
- Cyril Dion ( Demain, co-réalisé avec Mélanie Laurent, 2015 ; Après demain, co-réalisé avec Laure Noualhat, 2018 ;  Animal, 2021)
- Alice Diop (Les Sénégalaises et la Sénégauloise, 2007 ; La Mort de Danton, 2011 ; La Permanence, 2016)
- Jacques Doillon
- Claire Doyon (Les Allées sombres, 2015)
- Marie Dumora (Je voudrais aimer personne, 2010 ; Forbach Swing, 2019 ; Loin de vous j'ai grandi, 2020)
- René Duranton (Femme paysanne, 2003 ; Les Sillons de la liberté, 2010 ; Toi l'Auvergnat... Dernier paysan !, 2018)
- Jean Epstein (Mor'vran, La Mer des corbeaux, 1930)
- Jacques Ertaud
- Jean Eustache (La Rosière de Pessac, 1968 ; Le Cochon, 1970 ; Une sale histoire, 1977 ; La Rosière de Pessac, 1979)
- Henri Fabiani (Les Hommes de la nuit, 1952 ; La Grande Pêche, 1955 ; Demain la route, 1960 ; Diagnostic C.I.V., 1960)
- Julien Faraut (L'Empire de la perfection, 2018 ; Les Sorcières de l'Orient, 2021)
- Anne-Marie Faux (Maurice Pialat, l'amour existe, 2007 ; Face au vent, partition buissonnière, 2010)
- Alain Ferrari (Milice, film noir, 1997)
- Jean-Teddy Filippe (Les Documents interdits, 1986-1989)
- Jean-Charles Fitoussi (Sicilia! Si gira, 2001)
- Georges Franju (Le Sang des bêtes, 1948)
- Alain Fleischer (Un monde agité, 2000)
- Denis Gheerbrant (Et la vie, 1990 ; Le Voyage à la mer, 2002 ; Mallé en son exil, 2019)
- Michel Garnier (Water Bomb, 2001)
- Sylvain George
- Bernard Germain (Annapurna Premier 8000 à Ski, 1979; Un Pic Pour Lénine,1981; Les Phasmes,1987; L'Everest des droits de l'homme, 1989; Le Cheval de l'Everest,2009)
- Jean-Luc Godard (Lettre à Freddy Buache, 1981 ; JLG/JLG, autoportrait de décembre, 1994 ; Histoire(s) du cinéma, 1999)
- Romain Goupil (Mourir à trente ans, 1982)
- Jean-Pierre Gorin (Poto et Cabengo, 1976 ; Routine Pleasures, 1986 ; My Crazy Life, 1991)
- Daniel Grandclément (Les Martyrs du golfe d'Aden, 2008 ; Les Enfants perdus du Sénégal, 2010
- Emmanuel Gras (Bovines, 2012 ; Être vivant, 2013 ; Makala, 2017 ; Un peuple, 2022)
- Le Groupe Dziga Vertov (Vent d'est ; Ici et ailleurs ; Tout va bien)
- Les Groupes Medvedkine
- Guylaine Guidez
- Philippe Haudiquet (Sansa, 1970 ; Gardarem lo Larzac, 1974)
- Marcel Ichac (Karakoram, 1936 ; A l'assaut des Aiguilles du diable, 1942 ; Groenland, 20.000 lieues sur les glaces, 1951 ; Victoire sur l'Annapurna, 1952 ; Le Conquérant de l'inutile, 1967)
- Henri-François Imbert (Sur la plage de Belfast, 1996 ; Doulaye, une saison des pluies, 1999)
- Joris Ivens (Une histoire de vent, 1989)
- Luc Jacquet (La Marche de l'empereur, 2005)
- André S. Labarthe (Rome is Burning, Portrait of Shirley Clarke, 1968 (avec Noël Burch) ; Les égoutiers de Saint-Denis, 1975 ; Trois enfants couleur du temps, 1983 ; Djiddo 1985)
- Jean-Dominique Lajoux
- Claude Lanzmann (Shoah, 1985)
- Jean-Pierre Larcher (Le Temps des vertiges, 2011)
- Laurie Lassalle (Boum Boum, 2022)
- Éliane de Latour (Le Temps du pouvoir, 1983 ; Contes et comptes de la cour, 1993 ; Si bleu, si calme, 1996 ; Little Go Girls, 2016)
- Patrick Lavaud (Lenga d'amor, 2013)
- Ginette Lavigne
- Roger Leenhardt (Métro, 1950 ; L'Homme à la pipe, 1964)
- Vladimir Léon (Le Brahmane du Komintern)
- Jean-Pierre Lledo (Un rêve algérien, 2003 ; Israël, le voyage interdit, 2020)
- Boris Lojkine (Ceux qui restent, 2001 ; Les Âmes errantes, 2007)
- Le Collectif de Loin du Viêt Nam, 1967 (Jean-Luc Godard, Joris Ivens, William Klein, Claude Lelouch, Chris Marker, Alain Resnais, Agnès Varda)
- Camille Lotteau (Princesse Europe, 2020)
- Sarah Maldoror (Paris, Saint-Denis sur Avenir, 1973 ; Eia pour Césaire, 2008)
- Louis Malle (Le Monde du silence, 1955 ; Calcutta, l'Inde fantôme, 1969)
- Florent Marcie (Itchkéri Kenti, 2007)
- Françoise Marie : (Petites Histoires de reins du tout, 2002 ; On dirait que..., 2007 ; série télévisée Graines d'étoiles, 2011-2022)
- Chris Marker (Le Joli mai, 1963 ; La Sixième Face du Pentagone, 1967 ; L'Ambassade, 1973 ; Le Fond de l'air est rouge, 1977-1994 ; Sans soleil, 1983 ; Le Tombeau d'Alexandre, 1992)
- Guillaume Massart (La Liberté, 2019)
- Raphaël Mathié (Dernière saison (Combalimon), 2007) ; Là-haut perchés, 2022
- Antoine de Maximy (J'irai dormir chez vous (série), 2005)
- Alain Mazars (Phipop, 2005 ; Le Mystère Egoyan, 2010)
- Robert Ménégoz (Vivent les dockers, 1953 ; Ma Jeannette et mes copains, 1953)
- Perrine Michel (Lame de fond, 2014 ; Les Équilibristes, 2020)
- Frédéric Mitterrand (Lettres d'amour en Somalie, 1982)
- Gaël Mocaër (No popcorn on the floor, 2009 ; Le jour du mineur, 2013)
- Luc Moullet (Genèse d'un repas, 1978 ; Barres, 1985 ; Essai d'ouverture, 1988)
- Nathalie Nambot (Brûle la mer, 2016)
- Stan Neumann (Une Maison à Prague, 1998)
- Didier Nion (Juillet, 1998 ; Dix-sept ans, 2004)
- Claude Nuridsany et Marie Pérennou (Microcosmos : le peuple de l'herbe, 1996 ; Genesis, 2004)
- Alice Odiot (Des hommes, 2019)
- Marcel Ophüls (Le Chagrin et la Pitié, 1969)
- Mélanie Pavy (Cendres, 2015)
- Jean-Gabriel Périot (Retour à Reims (Fragments), 2021) ; Se souvenir d'une ville, 2023)
- Gilles Perret (Ma mondialisation, 2006 ; Les Jours heureux, 2013 ; J'veux du soleil, coréalisateur : François Ruffin, 2019)
- Jacques Perrin (Le Peuple migrateur, 2001)
- Jean-Philippe Perrot (Athar, 1998)
- Christian Philibert (Les 4 saisons d'Espigoule, 1999)
- Nicolas Philibert (La Ville Louvre, 1990 ; Le Pays des sourds, 1992 ; Être et avoir, 2002)
- Maurice Pialat (L'Amour existe, 1960 ; Bosphore, 1962)
- Pascal Plisson (Sur le chemin de l'école, 2012)
- Jean-Daniel Pollet (Méditerranée, 1963 ; Bassae, 1964 ; L'Ordre, 1973 ; Pour mémoire/La forge, 1978 ; Trois jours en Grèce, 1990)
- Christophe de Ponfilly (Massoud, l’Afghan, 1998)
- Gilles Porte (Dessine-toi..., 2011 ; L'État contre Mandela et les autres - coréalisateur : Nicolas Champeaux, 2018)
- Jean-Pierre Pozzi (Ce n'est qu'un début, coréalisateur Pierre Barougier, 2010 ; Macadam Popcorn, 2017 ; La Disparition ?, 2022)
- Laure Pradal (La Vie extraordinaire de Mimi, 2018) ;
- Franssou Prenant (Sous le ciel lumineux de son pays natal, 2002 ; Bienvenue à Madagascar, 2017 ; De la conquête, 2022)
- Anaïs Prosaïc (Série Music Planet d'Arte, entre 1996 et 2001 ; Bashung Express, 2000) ;
- Michel Quinéjure (Ming, artiste brigand, 2002, Yan Pei-Ming, de Ornans à Shanghai, 2019, Shigeru Ban, architecte de l'urgence, Shigeru Ban, la Halle du toueur)
- Jean-Jacques Rault[7] (Une nuit avec des ramasseurs de volailles,C'est beau la politique, vous savez, Vagues a l'ame paysanne)
- Isabelle Rèbre (Pollock & Pollock, 2023)
- François Reichenbach . Léopard d’Or au festival de Locarno (1962), le grand prix du court-métrage au festival de Cannes (1964) et l’Oscar du documentaire (1970).
- Alain Resnais (Les Statues meurent aussi, 1953 ; Nuit et brouillard, 1955 ; Le Chant du styrène, 1958)
- Frédéric Rossif (Le Temps du ghetto, Mourir à Madrid, Pourquoi l'Amérique ?, De Nuremberg à Nuremberg)
- Patrick Rotman (La Guerre sans nom avec Bertrand Tavernier, 1992 ; François Mitterrand ou le roman du pouvoir avec Jean Lacouture, 2000 ; L'Ennemi intime, Violences dans la guerre d'Algérie, 2002 ; Les Survivants, 2005 )
- Laurent Roth (Les Yeux brûlés, 1986 ; J'ai quitté l'Aquitaine, 2005 ; Amos Gitaï, la Violence et l'histoire, 2020)
- Jean Rouch (Les Maîtres fous, 1956 ; Moi, un noir, 1958 ; Chronique d'un été, 1961 (avec Edgar Morin))
- Georges Rouquier (Farrebique, 1946 ; Biquefarre, 1983)
- Jean-Claude Rousseau (Jeune femme à sa fenêtre lisant une lettre, 1983-1984)
- Anna Roussillon (Je suis le peuple, 2016)
- Mario Ruspoli (Les Inconnus de la terre, 1961 ; Regard sur la folie, 1962)
- Régis Sauder (Nous, princesses de Clèves, 2011 ; Être là, 2012 ; Retour à Forbach, 2017 ; J'ai aimé vivre là, 2020 ; En nous, 2022)
- Pierre Schoendoerffer (La Passe du diable, 1958 (avec Jacques Dupont))
- Jean Schmidt (Comme les anges déchus de la planète Saint-Michel, 1979 ; De rage et d'espoir, 1994)
- Claire Simon (Les Patients, 1990 ; Récréations, 1992 ; Coûte que coûte, 1996 ; Le Fils de l'épicière, le Maire, le Village et le Monde, 2020)
- Arnaud Soulier (Chemins de traverse, 1997 - Coréalisatrice : Sabrina Malek)
- Jean-Marie Straub et Danièle Huillet (Trop tôt, trop tard, 1980)
- Bertrand Tavernier (La Guerre sans nom, 1991)
- Jean-Pierre Thorn (Le Dos au mur, 1981 ; On n'est pas des marques de vélo, 2003 ; Allez, Yallah !, 2006 ; 93 La Belle Rebelle, 2011)
- Nadège Trebal (Bleu pétrole, 2012 ; Casse, 2014)
- Marcel Trillat (300 jours de colère, 2002)
- Pierre Trividic (Réflexions sur la puissance motrice de l'amour, 1989 ; Le Cas Howard Philipps Lovecraft, 1998)
- Sabrina Van Tassel (La Cité muette, 2015)
- Agnès Varda (Daguerréotypes, 1978 ; Les Glaneurs et la Glaneuse, 2000)
- Flore Vasseur (Bigger Than Us, 2021)
- René Vautier (Afrique 50, 1950 ; Quand tu disais Valéry, 1976, coréalisatrice : Nicole Le Garrec ; Vous avez dit français ?, 1987 ; Hirochirac, 1995)
- Jean Vigo (À propos de Nice, 1929-1930)

### Grèce
- Marco Gastine (Themis, 2009)

### Hongrie
- Sandra Kogut (en)[8]

### Italie
- Raffaele Andreassi
- Michelangelo Antonioni (Chung Kuo, la Chine, 1972)
- Vittorio De Seta
- Luigi Di Gianni
- Gianfranco Mingozzi
- Pier Paolo Pasolini (La Rage, 1963 ; Comizi d'amore, 1965)
- Michele Pennetta (Il mio corpo, 2020)
- Mario Ruspoli
- Stefano Savona

### Lettonie
- Aloizs Brenčs (Gauja, 1965)
- Juris Podnieks (Est-il facile d'être jeune?, 1986)

### Lituanie
- Sharunas Bartas (En mémoire d'un jour passé, 1990)

### Pays-Bas
- Joris Ivens (Comment Yukong déplaça les montagnes, 1976 ; Histoire de vent, 1988)
- Johan van der Keuken (Herman Slobbe, 1966 ; La Jungle plate, 1978 ; Vacances prolongées, 2000)
- Jos de Putter (Quelle belle journée !, 1993) ; Noch zijn ezel (… ni son âne), 2000)

### Pologne
- Jerzy Bossak
- Krzysztof Kieslowski (Le Guichet, 1966 ; La Gare, 1980)

### Portugal
- Pedro Costa (Dans la chambre de Vanda, 2000)
- Ricardo Costa (Loin est la Ville, 1979 ; Brumes, 2003)
- António Reis (Trás-os-Montes, 1976)
- António Campos (Vilarinho das Furnas, 1971 ; Parlons de Rio de Onor, 1974)
- João César Monteiro (Que ferais-je de cette épée ?, 1973)
- Manoel de Oliveira (Douro, Faina Fluvial, 1931 ; Nice... à propos de Jean Vigo, 1983)

### Roumanie
- Nina Behar (Dévi Tuszynski, 1986)

### Russie
- Alekseï Fedortchenko (First on the Moon (Perviyje na lune), 2005)
- Pavel Klouchantsev (La Route vers les étoiles, 1958)
- Viktor Kossakovski
- Alexandre Sokourov (Les Voix spirituelles, 1995)
- Dziga Vertov (L'Homme à la caméra, 1927)

### Royaume-Uni
- Peter Adam (1929-2019)
- Michael Apted (7 Up (série), 1963 +7)
- John Grierson

### Serbie-et-Monténégro
- Frédéric Rossif

### Suisse
- Henry Brandt (Quand nous étions petits enfants, 1960)
- Jean-Stéphane Bron (Le Génie helvétique, 2003)
- Seb Coupy
- Richard Dindo (Ernesto Che Guevara, le journal de Bolivie, 1994)
- Robert Frank (Life-Raft-Earth, 1970 ; The Cocksucker blues, 1972)
- Stéphane Goël
- Fernand Melgar
- Alex Mayenfisch
- Michele Pennetta (Pescatori di corpi, 2016)
- Patricia Plattner (Le Hibou et la Baleine, Nicolas Bouvier, 1993)
- Jacqueline Zünd ( Goodnight Nobody, 2011 ; Almost There, 2016 ; Where We Belong, 2019)

### Tchécoslovaquie
- Jan Špáta (Respice Finem, 1967 ; The Greatest Wish II, 1990)

### Turquie
- Mehmet Çam

### Ukraine
- Sergei Loznitsa

## Océanie

### Australie
- Bob Connolly & Robin Anderson : First Contact, 1983, (premiers contacts en Papouasie-Nouvelle-Guinée en 1930 et retour en 1980)

### Nouvelle-Zélande
- John Feeney (en)